# Eta Carinae
Eta Carinae (η Carinae, abreviada para η Car), anteriormente conhecida como Eta Argus, é um sistema estelar que contém pelo menos duas estrelas com uma luminosidade combinada superior a cinco milhões de vezes a do Sol, localizada a cerca de 7.500 anos-luz (2.300 parsecs) de distância na constelação de Carina. Anteriormente uma estrela de magnitude 4, ela se iluminou em 1837, tornando-se mais brilhante que Rigel, marcando o início de sua chamada "Grande Erupção". Entre 11 e 14 de março de 1843, tornou-se a segunda estrela mais brilhante do céu antes de desvanecer muito abaixo da visibilidade a olho nu após 1856. Em uma erupção menor, atingiu a magnitude 6 em 1892 antes de enfraquecer novamente. Desde cerca de 1940, tem se iluminado consistentemente, tornando-se mais brilhante que a magnitude 4,5 em 2014.
Com uma declinação de −59° 41′ 04,26″, Eta Carinae é circumpolar em locais da Terra ao sul da latitude 30°S (como referência, a latitude de Joanesburgo é 26°12′S) e não é visível ao norte de cerca da latitude 30°N, logo ao sul do Cairo, que está a uma latitude de 30°2′N.
As duas principais estrelas do sistema Eta Carinae possuem uma órbita excêntrica com um período de 5,54 anos. A primária é uma estrela extremamente incomum, semelhante a uma variável azul luminosa (LBV). Inicialmente, tinha entre 150 e 250 M☉, das quais já perdeu pelo menos 30 M☉, e espera-se que exploda como uma supernova em um futuro astronomicamente próximo. Esta é a única estrela conhecida por produzir emissão de laser ultravioleta. A estrela secundária é quente e também altamente luminosa, provavelmente da classe espectral O, com cerca de 30 a 80 vezes a massa do Sol. O sistema é fortemente obscurecido pela Nebulosa do Homúnculo, que consiste em material ejetado da primária durante a Grande Erupção. Ela é membro do aglomerado aberto Trumpler 16, dentro da muito maior Nebulosa de Carina.

Embora não esteja relacionada à estrela e à nebulosa, a fraca chuva de meteoros Eta Carinídeas tem um radiante muito próximo de Eta Carinae.